# Goran Tomcic
Goran Tomcic (n. 1964) é um artista é escritor, radicado em Berlim, Alemanha. Seus diversos estilos e temas artísticos incluem instalações site-specific, estruturas temporárias, arte textual e práticas performativas e participativas. 

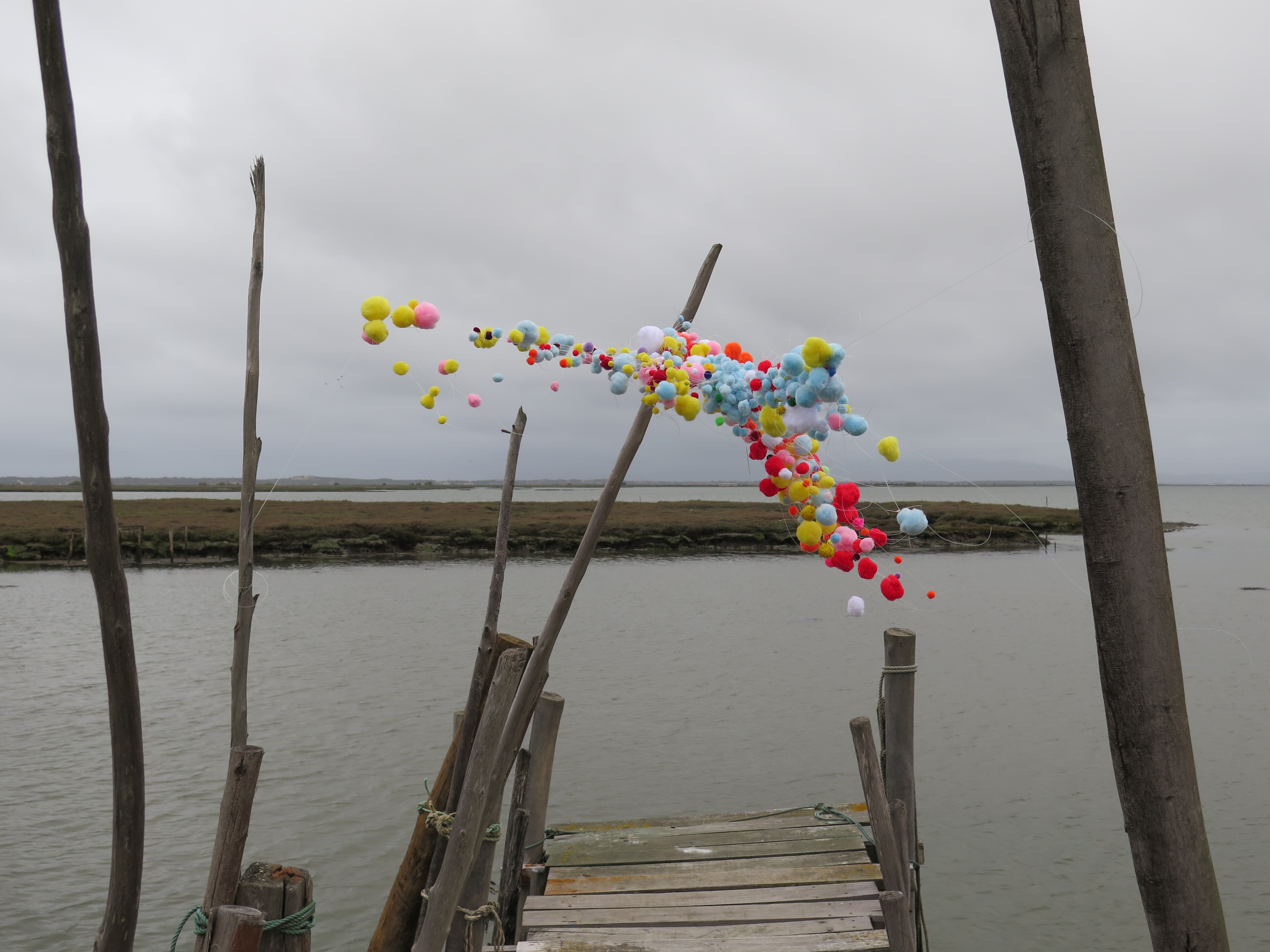
Detalhe do projeto "Pompom Nets - Lisboa" de arte participativa, Porto Palafitas da Carrasqueira, Portugal, 2020

Tomcic cresceu na ilha de Hvar e na cidade de Split, na Croácia. Estudou História da Arte e Literatura Comparada na Universidade de Zagreb. Morou em Nova York e Miami, EUA, de 1991 a 2009, antes de se mudar para a Alemanha. Em 1996 graduou-se com mestrado em Estudos Curatoriais e Arte na Cultura Contemporânea pelo Center for Curatorial Studies, Bard College. De 1997 a 2000, foi diretor da Wolfson Galleries no Miami Dade College e curador de Arte Moderna e Contemporânea na AMAR, Oberlin College.
Tomcic recebeu vários subsídios e bolsas, incluindo o Trust for Mutual Understanding (1994), o Pollock-Krasner Grant (2007), o MacDowell Residency Fellowship (1992, 1996), o Departamento de Cultura e Europa do Senado de Berlim (2020), e foi artista residente em muitas residências artísticas.

## Carreira
As instalações e projetos de grande escala de Tomcic foram exibidos em museus, galerias e espaços alternativos em todo o mundo. Seu trabalho aparece em muitas coleções, incluindo:
- Kunstmuseum Wolfsburg (Alemanha)[6]
- Coleção KRC (Holanda)
- Hotéis CitizenM
- Museu de Arte de Haifa (Israel)[7]
- Museu de Arte Moderna e Contemporânea, Rijeka (Croácia)[8]
- Coleção Valamar Riviera (Croácia)
- Museu Lapidarium Novigrad (Croácia)[9]
- Royal Caribbean Internacional (EUA)

Desde 2015 a sua prática artística tem-se centrado em práticas artísticas participativas. O projeto Pompom Nets é um projeto artístico contínuo, interdisciplinar e baseado em processos e um experimento social. O projeto cria situações temporárias e novas formas de associação. Como parte principal deste projeto, o artista tem colaborado com o público, envolvendo diversas comunidades e vários meios artísticos na exposição de instalações espaciais e site-specific em todo o mundo.